# Cappella di Santa Maria Maddalena nell'Ospedale dei Pazzi
La cappella di Santa Maria Maddalena nell'Ospedale dei Pazzi, o nello Spedale de' Pazzi, era la cappella ospedaliera dell'ospedale dei Pazzerelli (o manicomio di Santa Maria della Pietà), ubicato lungo via della Lungara, nel rione Trastevere. Era dedicata a santa Maria Maddalena. La cappella fu demolita assieme all'antico ospedale psichiatrico alla fine del diciannovesimo secolo, durante i lavori di apertura del lungotevere Gianicolense ai margini del fiume Tevere.

## Storia
Prima delle grandi opere viarie della fine del diciannovesimo secolo, la via della Lungara seguiva una linea retta fino alla porta Santo Spirito con degli edifici da entrambi i lati. Tra il 1725 e il 1728, il papa Benedetto XIII fondò un ospedale psichiatrico nel lato est della via, appena a sud della porta. L'istituzione originaria si trovava nei dintorni di Piazza Colonna e la cappella che si trovava nel luogo, dedicata alla Madonna della Pietà, è l'antenata dell'odierna chiesa dei Santi Bartolomeo e Alessandro dei Bergamaschi.
Il nuovo complesso forniva un ottimo trattamento per i pazienti psichiatrici per le norme dell'epoca e, probabilmente, era tra i migliori di questo tipo in Europa. C'erano due ali di fronte alla strada, quella più a nord per le donne e quella più a sud per gli uomini. Dietro di loro si trovavano due cortili identici quadrati e con archi, simili ai chiostri dei monasteri, affiancati e separati da un muro divisorio senza porte. I reparti ospedalieri continuavano nelle parti nord e sud delle ali. Ad est non c'erano degli edifici, bensì un giardino che andava fino alla riva del fiume. La cappella si trovava proprio lì ed era un piccolo edificio rettangolare e isolato con due entrate diverse, una per ogni lato. Attraverso di queste, gli uomini e le donne potevano entrare separatamente nella cappella e forse continuavano ad essere separati da una parete o da una grata.
Tutto il complesso fu demolito prima del 1890 per permettere la costruzione del lungotevere Gianicolense. La cappella sorgeva dove oggi si trova il grande incrocio all'estremità del ponte Principe Amedeo, vicino a un sottopassaggio.